# مالكوم أليسون
مالكوم ألكساندر أليسون (بالإنجليزية: Malcolm Allison)، من مواليد 5 سبتمبر 1927 في دارتفورد في إنجلترا died 15th october 2010، لاعب كرة قدم إنجليزي سابق ومدرب كرة قدم إنجليزي سابق.

## مسيرته الكروية
بدأ مسيرته الكروية مع نادي إيرث أند بيلفيدر، وفي عام 1945 انتقل إلى نادي تشارلتون أثلتك، ولعب معهم حتى عام 1951، وشارك معهم في مباراتين، وفي عام 1951 انتقل إلى نادي وست هام يونايتد، ولعب معه حتى عام 1957، وشارك معهم في 238 مباراة وسجل 10 أهداف.

## مسيرته التدريبية
بدأ أليسون مسيرته الكروية مع نادي تشارلتون أثلتيك، لكنه واجه صعوبات في فرض نفسه، حيث شارك فقط في مباراتين خلال ست سنوات. أدت خلافاته خارج الملعب مع الجهاز الفني حول أساليب التدريب التقليدية (التي كانت تقتصر على الجري في المدرجات) إلى انتقاله من النادي.
في فبراير 1951، انتقل أليسون إلى وست هام يونايتد بعد سبعة مواسم مع تشارلتون. في وست هام، لم يكتسب الخبرة كلاعب فحسب، بل بدأ أيضًا مسيرته التدريبية المستقبلية، حيث كان يبقى بعد التدريبات مع المهتمين بكرة القدم لبحث وتطوير تكتيكات جديدة.
توقفت مسيرته الواعدة كلاعب خط وسط دفاعي بشكل مفاجئ بسبب إصابته بمرض السل بعد مباراة ضد شيفيلد يونايتد في 16 سبتمبر 1957، مما استدعى استئصال إحدى رئتيه. كانت هذه آخر مباراة له مع الفريق الأول لويست هام، وبالرغم من محاولاته مع الفريق الاحتياطي، إلا أنه لم يتمكن من استعادة لياقته البدنية بالكامل. ترك كرة القدم لفترة وعمل كبائع سيارات، ثم كمقامر محترف وصاحب ملهى ليلي. عاد أخيرًا ليلعب موسمًا واحدًا مع نادي رومفورد غير المحترف في 1963، ثم لعب لفترة قصيرة مع تورونتو سيتي في مايو ويونيو 1964 كلاعب ومدرب.

## المسيرة التدريبية
بدأ أليسون مسيرته التدريبية في وست هام تحت إشراف تيد فينتون، حيث أشرف على جلسات التدريب وأصبح مرشداً للاعب الشاب بوبي مور، كما لعب دوراً محورياً في تأسيس نظام الأكاديمية بالنادي. بعد اكتساب المزيد من الخبرة في جامعة كامبريدج، انتقل لإدارة نادي باث سيتي غير المحترف خلفاً للمدرب المخضرم بوب هيوسون المتقاعد.
من أولى قراراته مضاعفة عدد جلسات التدريب الأسبوعية إلى أربع جلسات، رغم أن اللاعبين كانوا يعملون بوظائف أخرى بدوام كامل. حقق موسمه الأول نجاحاً معتدلاً، حيث قاد الفريق للمركز الثالث بالدوري ووصل للدور الثالث من كأس الاتحاد الإنجليزي، وخسر أمام بولتون واندررز بعد تعادل مثير.
بعد نهاية الموسم الإنجليزي، قبل عرضاً للتدريب في أمريكا الشمالية مع نادي تورونتو سيتي، لكنه عاد بعد أسابيع قليلة. لفت نجاحه في باث أنظار أندية الدوري الإنجليزي، فانضم إلى بليموث أرجايل في مايو 1964 براتب سنوي قدره 3000 جنيه. عاد سريعاً إلى باث لضم الظهير توني بوك، لكنه شجع اللاعب على تزوير شهادة ميلاده ليبدو أصغر بسنتين، إذ توقع معارضة مجلس الإدارة لضم لاعب بلا خبرة في الدوري يقترب من الثلاثين.

### مانشستر سيتي
في يوليو 1965، عين جو ميرسر مدرباً لمانشستر سيتي. نظراً لمشاكله الصحية التي أثرت على أدائه مع أستون فيلا، بحث ميرسر عن مساعد شاب وحيوي. فاختار أليسون الذي تعرف عليه خلال دورات تدريبية. كان أليسون على وشك مناقشة منصب مع نادي ميدلزبره، لكن ميرسر أقنعه بقبول عرضه بدلاً من ذلك.
تعتبر حقبة ميرسر-أليسون الأقوى في تاريخ النادي قبل 2010، حيث حققا:
- لقب الدوري الإنجليزي 1967-68 بشكل مفاجئ
- كأس الاتحاد الإنجليزي 1969
- كأس الدوري وكأس الكؤوس الأوروبية 1970
بقيادة نجوم مثل كولين بيل ومايك سمربي وفرانسيس لي، رفض أليسون عرضاً من يوفنتوس بعد وعود بإعطائه منصب المدرب الأول. لكن عندما رفض ميرسر التنحي، تدهورت العلاقة بينهما. انتهى الأمر باستقالة ميرسر والتحاقه بكوفنتري سيتي صيف 1972.
بقي أليسون وحده مسؤولاً عن الفريق، لكن:
- تراجع أداء الفريق بشكل كبير
- فشل في الحفاظ على المستوى
- استقال في مارس 1973

### كريستال بالاس
في 31 مارس 1973، عُيّن أليسون مديراً فنياً لنادي كريستال بالاس الذي كان يعاني في الدوري الممتاز. رغم مجيئه، هبط الفريق بعد خسارة 5 من آخر 7 مباريات.
أجرى أليسون تغييرات جذرية شملت:
- تغيير لقب النادي من "الزجاجيون" إلى "النسور".
- استبدال الألوان التقليدية (الأحمر والأزرق الداكن) بزي أبيض كامل مع خطوط حمراء وزرقاء.
- زيادة حضور النادي إعلامياً بشخصيته الكاريزمية.
في الموسم التالي (1973-74)، تعرض النادي لهبوط متتالٍ إلى الدرجة الثالثة. قام أليسون بإعادة هيكلة الفريق بشكل كامل، مما أثار غضب الجماهير بعد استبدال حارس المرمى المحبوب جون جاكسون.
رغم ذلك، أصبح أليسون أيقونة للنادي. كما قال المدافع جيم كانون: "وضع مالكولم أليسون بالاس على الخريطة. لا يمكن لأي شخص آخر أن يأخذ نادياً من الدرجة الأولى إلى الثالثة ويظل بطلاً".
في موسم 1975-76، قاد أليسون الفريق إلى نصف نهائي كأس الاتحاد الإنجليزي بعد انتصارات مذهلة على ليدز يونايتد وتشيلسي وسندرلاند. تميز هذا الموسم بـ:
- أول ظهور لغطاء الفيدورا الشهير لأليسون
- تطبيق نظام الليبرو (المدافع الحر) لأول مرة
- أداء مميز رغم الخسارة في نصف النهائي
استقال أليسون في مايو 1976 بعد فشل الفريق في الصعود، ليعود لفترة قصيرة عام 1980-81 في محاولة فاشلة لتفادي الهبوط.

### العودة إلى مانشستر سيتي
في 1979، عاد أليسون إلى مانشستر سيتي بدعم من رئيس النادي بيتر سويلز. حصل على ميزانية ضخمة للتعاقدات لكنه أثار الجدل بعد:
- بيع اللاعبين المحبوبين بيتر بارنز وغاري أوين
- التعاقد مع مايكل روبنسون وستيف دالي بسعر قياسي (1.45 مليون جنيه)
فشل دالي في تقديم الأداء المتوقع، واتهم أليسون سويلز برفع السعر بشكل مبالغ فيه. غادر أليسون في 1980 مع تراجع النادي في الدوري، ليتورط لاحقاً في خلافات مع خليفته جون بوند.

### التجربة الخارجية
قاد أليسون مسيرة تدريبية مميزة خارج بريطانيا، حيث تولى تدريب نادي غلطة سراي التركي بين عامي 1976-1977، قبل أن ينتقل إلى البرتغال لتدريب سبورتينغ لشبونة. مع النادي البرتغالي، حقق إنجازاً تاريخياً بفوزه بلقب الدوري البرتغالي وكأس البرتغال في موسم 1981-1982، وهو الإنجاز الذي ظل آخر لقب دوري للنادي حتى موسم 1999-2000، مما جعله يحظى بمكانة خاصة في قلوب جماهير سبورتينغ.

## الحياة الشخصية
اشتهر أليسون بكونه أحد أكثر الشخصيات إثارة في عالم كرة القدم. خلال عمله مساعداً لجو ميرسر في مانشستر سيتي، أصبحت سمعته في عدم القدرة على التنبؤ بسلوكه معروفة على نطاق واسع. وقد تجسد ذلك في موقف طريف عندما أوقفت الشرطة ميرسر لقيادته المتهورة في ساعات الصباح الباكر بعد مغادرته فعالية للنادي، حيث علق ميرسر مازحاً على رجال الشرطة: "حسناً أيها الرفاق، ماذا فعل مالكولم الآن؟".
أثناء وجوده في مانشستر سيتي، استمتع أليسون بإثارة غضب منافسيهم التقليديين مانشستر يونايتد. في إحدى المناسبات الرسمية، أطلق على الأسطورة مات بوسبي لقب "مات الصغير"، وعقب الفوز الكبير على يونايتد بنتيجة 4-1 في ديسمبر 1970، توجه إلى قسم جماهير "ستريتفورد إند" وأشار بأربع أصابع رمزاً لعدد أهداف فريقه. كما ادعى لاحقاً أنه استأجر عاملاً لإنزال علم ملعب أولد ترافورد إلى نصف السارية.
لم تقتصر شهرة أليسون على الملاعب فقط، فقد جذبت حياته الشخصية المثيرة اهتمام الصحف الصفراء. اشتهر بعلاقاته النسائية العديدة، حيث ارتبط بعدد من الشخصيات البارزة بما في ذلك كريستين كيلر (مركز فضيحة بروفومو السياسية)، والمطربة دوروثي سكويرز، وملكتي جمال بريطانيا. وفي عام 1976، تعرض لعقوبة من اتحاد الكرة بعد نشر صحيفة "نيوز أوف ذا وورلد" صورة له مع الممثلة الإباحية فيونا ريتشموند في حوض استحمام لاعبي كريستال بالاس، حيث كان قد دعاها لحضور إحدى جلسات التدريب.
وصف تيري فينابلز، الذي كان أحد لاعبي بالاس آنذاك، الحادثة بقوله: "كنت في الحمام مع جميع اللاعبين عندما سمعنا همساً باقترابها. حتى تلك اللحظة، كان كل شيء على ما يرام. قفزنا جميعاً للخروج والاختباء، لأننا علمنا أن هناك مصورين وأن الأمر لن يكون مقبولاً. لكن مالكولم وفيونا خلعا كل شيء ودخلا الحمام!".

## ما بعد كرة القدم
في عام 1995، ظهر أليسون في حلقة من برنامج "ذا كوك ريبورت" حول النفقة غير المدفوعة للأطفال، حيث كشف التحقيق أنه دفع لزوجته السابقة سالي نفقة ستة أشهر فقط على مدى عشر سنوات. كشف ابنه في 2001 عن معاناة أليسون من إدمان الكحول، ثم أعلن في 2009 عن إصابته بالخرف.

### تكريم مشجعي كريستال بالاس
في يناير 2007، نظم مشجعو كريستال بالاس يوم "قبعة الفيدورا" لتكريم أليسون، بمناسبة الذكرى الـ31 لوصوله نصف نهائي كأس الاتحاد الإنجليزي. ارتدى المشجعون القبعات المميزة لأليسون، وتناولوا السيجار والشمبانيا أثناء مباراة بريستون نورث إند، لكن الفريق خرج من البطولة بنتيجة 2-0.

### الوفاة والجنازة
توفي أليسون في دار رعاية يوم 14 أكتوبر 2010 عن 83 عاماً، تاركاً وراءه ستة أطفال. في 27 أكتوبر، شيع جثمانه في موكب مر بملعب مانشستر سيتي قبل الوصول إلى مقبرة ساوثرن. حضر الجنازة 300 شخص، ووضعت على نعشه وشاح أزرق سماوي (لون مانشستر سيتي) مع دلو ثلج يحتوي على زجاجة شمبانيا مويه.

## الإرث والاقتباسات
يُذكر أليسون كمبتكر عظيم طور أساليب التدريب الإنجليزية. من أشهر أقواله:
- "الكثير من العمل الشاق ذهب في هذه الهزيمة"
- "لست مدرباً حقيقياً إلا إذا تم طردك"
- "جون بوند شوه سمعتي بتلميحاته عن الحياة الخاصة للمدربين. كلا زوجتاي منزعجتان" (رداً على خليفته في مانشستر سيتي)
- "سنهزم جبناء أوروبا" (بعد تأهل مانشستر سيتي لدوري الأبطال 1968)
- "أعتبر نفسي من أكثر الناس حظاً لأني عملت في وظيفة أحببتها"

## الإنجازات

### كلاعب:

#### - مع وست هام يونايتد:
- بطولة دوري الدرجة الثانية الإنجليزية: 1957-58

### كمساعد مدرب:

#### - مع مانشستر سيتي:
- دوري الدرجة الأولى الإنجليزية: 1967-68
  - دوري الدرجة الثانية الإنجليزية: 1965-66
  - كأس الاتحاد الإنجليزي: 1969
  - كأس الدوري الإنجليزي: 1970
  - درع الاتحاد الإنجليزي: 1968 (الوصيف: 1969)
  - كأس الكؤوس الأوروبية: 1970

### كمدرب رئيسي:

#### - مع مانشستر سيتي:
- درع الاتحاد الإنجليزي: 1972

#### - مع سبورتينغ لشبونة:
- الدوري البرتغالي الممتاز: 1981-82
  - كأس البرتغال: 1981-82

## روابط خارجية
- مالكوم أليسون على موقع قاعدة بيانات كرة القدم.إي يو (الإنجليزية)
- مالكوم أليسون على موقع Soccerbase.com (لاعب) (الإنجليزية)
- مالكوم أليسون على موقع Soccerbase.com (مدرب) (الإنجليزية)